# باب دوار

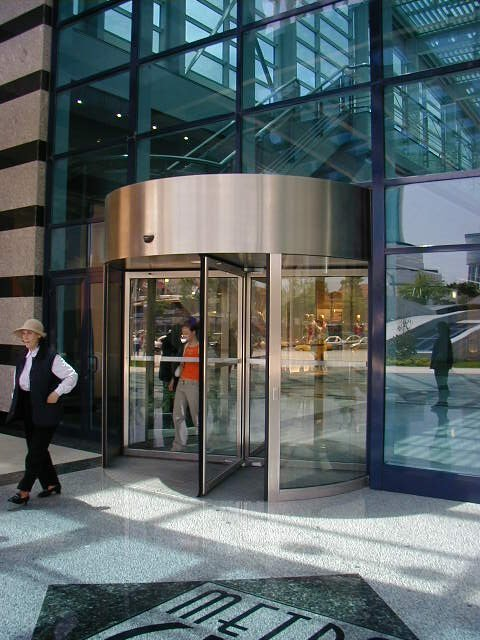
باب دوار في تركيا (عكس اتجاه عقارب الساعة)

يتكون الباب الدوار عادة من ثلاثة أو أربعة أبواب معلقة على عمود مركزي وتدور حول محور عمودي داخل تطويق أسطواني. الأبواب الدوارة لديها كفاءة في استخدام الطاقة لأنها تمنع المسودات (عن طريق العمل بمثابة غرفة متعادلة الضغط)، وبالتالي منع الزيادات في التدفئة أو التبريد المطلوب للمبنى. وفي الوقت نفسه، تسمح الأبواب الدوارة لأعداد كبيرة من الناس بالمرور والخروج.

## الإنشاء

مسقط أفقي لباب دوار.

حول المحور المركزي للباب الدوار، يوجد عادة ثلاث أو أربع لوحات تسمى «أجنحة» أو «أوراق». يمكن أن تستوعب الأبواب الدوارة ذات القطر الكبير عربات الأطفال ورفوف الأمتعة ذات العجلات. يبلغ أطول باب دوار في أوروبا حاليا 5.2 متر بـ 4 أجنحة.
بعض «أشكال الباب الدوار» تتضمن حاوية زجاجية صغيرة، تسمح بأشياء صغيرة مثل المنحوتات أو مانيكان الأزياء أو النباتات لكي يتم عرضها للمشاة الذين يمرون. يمكن تركيب هذه المرفقات إما في المحور المركزي، أو تعلق على أجنحة الباب الدوار.
أجنحة الأبواب الدوارة عادة ما تتكون من الزجاج، للسماح للناس برؤية وإدراك بعضهم البعض أثناء المرور من خلال الباب. تدور الأبواب الدوارة اليدوية بأشرطة دفع، مما يجعل جميع الأجنحة تدور. وعادة ما يكون للأبواب الدوارة «متحكم بالسرعة» لمنع الناس من تدوير الأبواب بسرعة كبيرة.
يتم تشغيل الأبواب الدوارة التلقائية فوق / تحت المحور المركزي، أو على طول المحيط. الأبواب الدوارة الأوتوماتيكية لديها أجهزة استشعار للسلامة، ولكنها سجلت وفاة واحدة على الأقل.
يتطلب تصميم ناطحة السحاب نوعا من منع دخول الهواء، كما في الأبواب الدوارة، لمنع تأثير المدخنة للهيكل المرتفع من امتصاص الهواء بسرعة عالية عند القاعدة وإخراجه من خلال فتحات في السقف بينما يتم تدفئة المبنى، أو امتصاص الهواء من خلال فتحات وإخراجه من خلال الأبواب في حين يجري التبريد، كلا الحالتين تسببان الحمل الحراري. تسمح الأبواب الدوارة الحديثة بفتح الأبواب الفردية للتجمع من العمود المركزي للسماح بحرية الحركة المتدفقة في كلا الاتجاهين، ولكن هذه الميزة لا تستخدم عادة إلا أثناء حالات الطوارئ، أو عند السماح بالدخول لأشياء ضخمة. عادة، يتم إغلاق الباب الدوار دائما بحيث لا تهب الرياح أو الهواء إلى داخل المبنى، لخفض أحمال التدفئة والتهوية وتكييف الهواء بكفاءة.
في البلدان ذات جهة السير على اليد اليمنى، تدور الأبواب الدوارة عادة عكس اتجاه عقارب الساعة (كما يتضح أعلاه)، مما يسمح للناس بالدخول والخروج فقط على الجانب الأيمن من الباب. في بلدان حركة السير على اليد اليسرى مثل أستراليا ونيوزيلندا، تدور الأبواب الدوارة في اتجاه عقارب الساعة، ولكن دوران الأبواب مختلط في بريطانيا. اتجاه الدوران غالبا ما يتم فرضه من قبل آلية تحكم الباب، أو بتوجيه فرشاة غلق الباب (ويثرستريبس).

## الأمان
يمكن أيضا أن تستخدم الأبواب الدوارة كأجهزة أمنية لتقييد الدخول إلى شخص واحد في وقت واحد إذا كان التباعد بين الأبواب صغير بما فيه الكفاية. هذا على النقيض من الباب العادي الذي يسمح للشخص الثاني بسهولة «الباب الخلفي» وراء شخص مرخص له. الأمن المتطرفة يمكن أن تتطلب الزجاج واقية من الرصاص.
في بعض الأحيان تم تصميم باب دوار لحركة المرور في اتجاه واحد. ومن الأمثلة على ذلك الاستخدام الشائع الآن في المطارات لمنع الشخص من تجاوز نقاط تفتيش أمن المطارات عن طريق الدخول إلى المخرج. تم تصميم هذه الأبواب بمكابح يتم تنشيطها من قبل جهاز استشعار يجب أن يدخل شخص ما من الجانب غير صحيح. الباب أيضا تدور إلى الوراء للسماح لهذا الشخص للخروج، في حين أيضا إخطار أمن المحاولة.

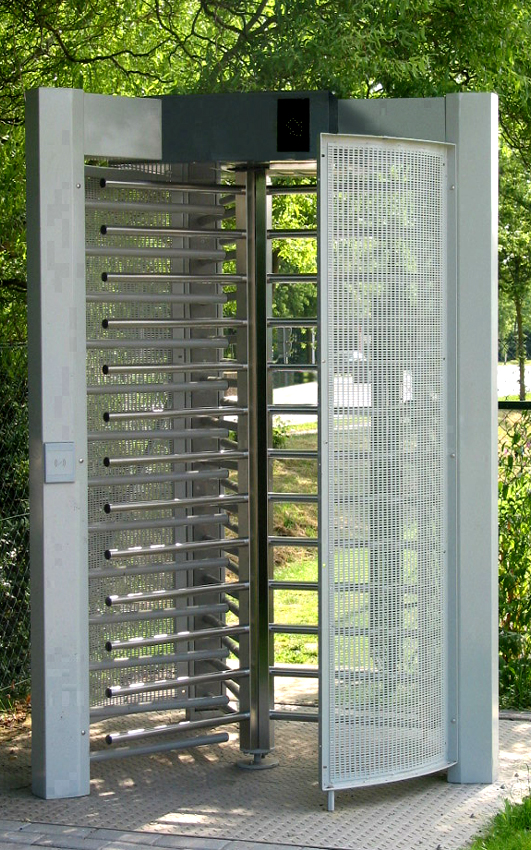
باب دوار ذو اتجاه واحد للدخول/ الخروج

تستخدم الأبواب الدوارة للخروج فقط في كثير من الأحيان في مترو الانفاق وغيرها من نظم النقل السريع لمنع الناس من تجاوز دفع أجرة. وهي تستخدم بالمثل في الملاعب الرياضية الكبيرة، والمتنزهات، وأماكن أخرى من هذا القبيل، للسماح للمشاة بالخروج بحرية، ولكن ليس للدخول دون دفع رسوم الدخول. هذه الأبواب عادة ما تعمل ميكانيكيا، مع ألواح الأبواب التي شيدت من أشرطة أفقية التي تمر عبر «جدار» من المتشابكة (البينية) القضبان، والسماح للأبواب يترك لتمرير، ولكن منع الناس من الدخول بشكل غير قانوني من خلال الخروج.

## استخدام الطوارئ
في عام 1942، كوكوانت غروف، ملهى ليلي شعبي في بوسطن، ماساتشوستس، اشتعلت فيه النيران مما أسفر عن مقتل 492 شخصا. أحد الأسباب الرئيسية التي استشهد بها العدد الكبير من الإصابات هو الباب الدوار الوحيد الموجود عند المدخل. بينما حاولت الحشود المذعورة الهروب عبر الباب سرعان ما أصبح محشورا، محاصرا عدد لا يحصى من الناس بين الباب والحشد المندفع نحوه. ونتيجة لذلك، مات العديد من الناس من استنشاق الدخان، كما أنهم لم يتمكنوا من الهروب من حريق الملهى الليلي.
في عام 1943، أصبح شرط قانون ولاية ماساتشوستس لتركيب الباب الدوار هو جعل الباب يفتح للخارج أو جعل الباب الدوار قابلة للانهيار (لذلك أصبح ذو تقسيم مزدوج ينهار عند 180 درجة)، مما يسمح للناس للمرور على أي من الجانبين. الأبواب الدوارة الأمريكية الآن قابلة للانهيار. بعض السلطات القضائية تتطلب أن یحیطھا باب عادي واحد علی الأقل إما عن طریق ممارسة مشترکة أو بمقتضى القانون. على سبيل المثال، قانون البناء لأونتاريو 3.4.6.14. يؤكد أن الأبواب الدوارة تحتاج إلى «(أ) أن تكون قابلة للانهيار، (ب) لديها أبواب عادية توفر قدرة خروج مكافئة تقع بجوارها.»

## التاريخ

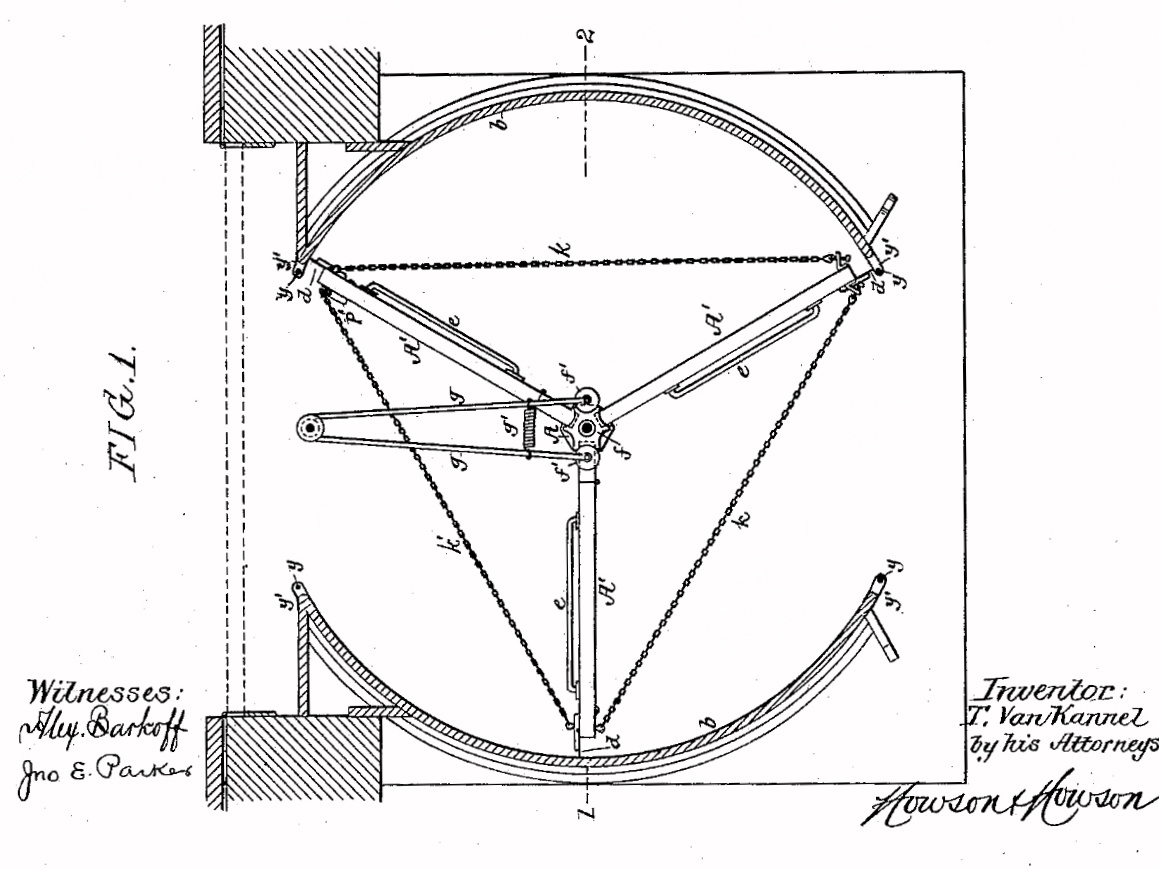
رسم براءة اختراع بواسطة ثيوفيلوس فان كانل لـ "هيكل باب العاصفة"، 1888

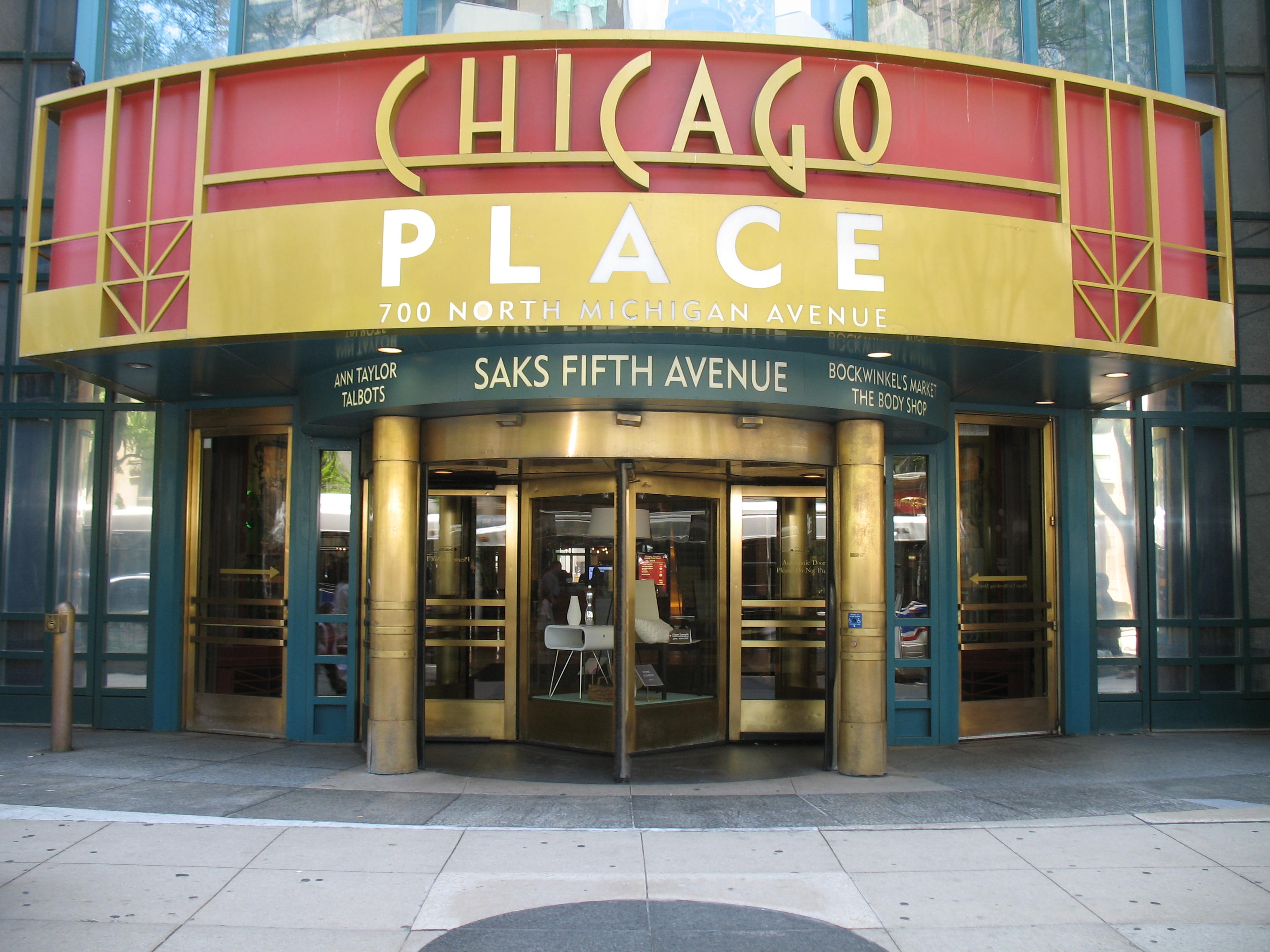
باب دوار كبير (عكس دوران عقارب الساعة). يحيط بالباب الدوار على كلا الجانبين بأبواب تقليدية مع السهام المشيرة إلى الداخل نحو المدخل المفضل.

منح بوخكر برلين براءة الاختراع الألمانية (DE18349)  في 22 ديسمبر 1881 ل «تور أوهن لوفتزوغ» أو «الباب بدون مسودة للهواء»، والتي استخدمت اسطوانة دوارة مع الباب الذي بعد الدخول، ثم تحول المستخدم إلى الاتجاه الخارج.
ثيوفيلوس فان كانل، من فيلادلفيا، منحت براءة اختراع الولايات المتحدة 387,571 في 7 أغسطس 1888 ل «هيكل العاصفة الباب». وتظهر رسومات البراءات المودعة بابا دائريا مكونا من ثلاثة أقسام. وتصف براءة الاختراع أنه «لديها ثلاثة أجنحة مشعة وعلى مسافة متساوية... مزودة بشرائط الطقس أو وسائل مماثلة لضمان تناسب دافئ». الباب «يمتلك العديد من المزايا على هيكل الباب المفصلي... فهو صامد تماما... يمنع دخول الرياح أو الثلج أو المطر أو الغبار.» «وعلاوة على ذلك، فإن الباب لا يمكن أن تكون في مهب مفتوحة من قبل الرياح.. لا يوجد احتمال الاصطدام، ومع ذلك يمكن للأشخاص تمر في الداخل والخارج في نفس الوقت». وتورد البراءة أيضا «استبعاد ضوضاء الشارع» كميزة أخرى للباب الدوار. ويذهب إلى وصف كيف يمكن تقسيم يتوقف بحيث يفتح للسماح بمرور الأجسام طويلة من خلال الباب الدوار. البراءة نفسها لا تستخدم مصطلح «الباب الدوار». كان فان كانل مدفوعا بخوفه من فتح الأبواب للآخرين، وخاصة النساء.
في عام 1889، منحمعهد فرانكلين فيلادلفيا وسام جون سكوت ليغاسي لفان كانل لمساهمته في المجتمع. في عام 1899، تم تثبيت أول باب دوار خشبي في العالم في ريكتور's، وهو مطعم في ميدان التايمز في مانهاتن، يقع في برودواي بين شارع 43 و 44 الغربية. في عام 2007 تم إدخال ثيوفيلوس فان كانل في قاعة المشاهير الوطنية للمشاهير لهذا الاختراع.

## الأبحاث

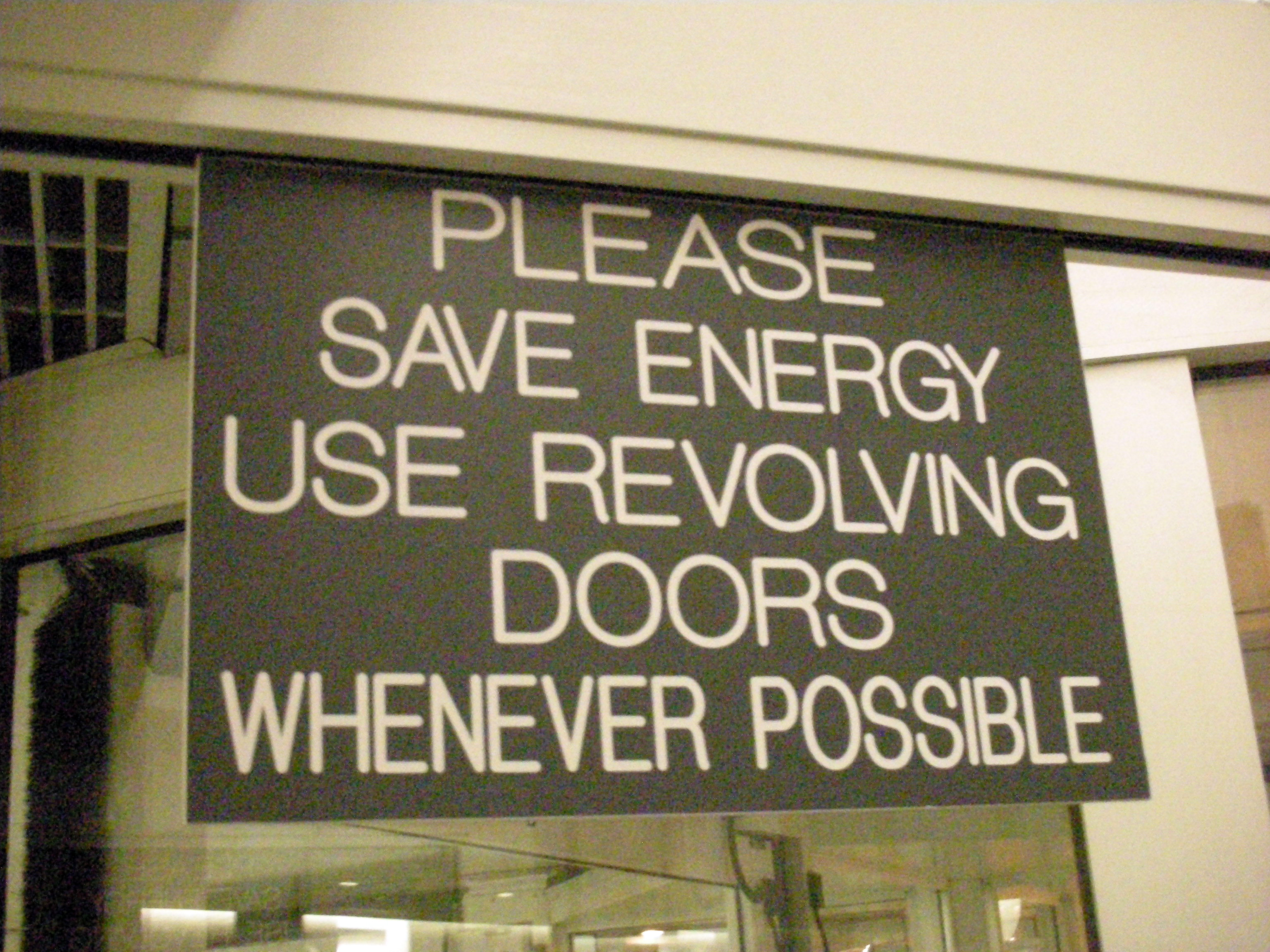
تفضل الأبواب الدوارة لأنها يمكن أن تستخدم كغرفة متعادلة الضغط لتقليل خسائر التدفئة وتكييف الهواء في المبنى.

وقد أجريت البحوث في مجال تبادل الهواء والطاقة المرتبطة باستخدام الباب الدوار في بضع مناسبات. أجريت أول دراسة من هذا القبيل في عام 1936 من قبل أ. م. سيمبسون، الذي عمل لشركة فان كانيل دورينغ باب في ذلك الوقت. وقد أعقبت دراسة سيمبسون دراسة كتبها ششوتروم وآخرون. في عام 1961، ومؤخرا دراسة أجراها فان ششيجنديل وآخرون. في عام 2003. وقد ركزت هذه الدراسات على توفير قياسات مفصلة لكميات الهواء والحرارة نقل داخل مقصورات الباب كما تدور. وباستثناء الدراسة التي قام بها فان ششيجنديل وآخرون، والتي كانت نظرية بحتة، استخدمت القياسات التي أجريت للدراسات الأخرى لتوفير مخططات التصميم التي تمكن المهندسين من تقدير كمية الهواء المنقولة بواسطة باب في وظيفة معدل الثورة والتباين في درجة الحرارة. لسوء الحظ، لا يبدو أن أي من هذه الدراسات تشير إليها رموز التصميم الحالية.
على الرغم من أن الدراسات المذكورة أعلاه تقدم نتائج مفيدة، وهذه النتائج هي أيضا محددة لنوع الباب التي تم الحصول عليها ل، وهي 2M × 2M الأبواب مع أربع مقصورات. على الرغم من أنه يبدو أن هذه الأبعاد كانت قياسية لأربعة أبواب مقصورة في ذلك الوقت، وهذا ليس هو الحال في الوقت الحاضر. قدمت دراسة تجريبية حديثة نفذت في قسم الهندسة المدنية والبيئية في كلية إمبريال كوليدج في لندن، المزيد من التبصر في فيزياء التدفق التي يتم من خلالها نقل الهواء عبر باب دوار.
كما يحدث تدفق الهواء وفقدان الطاقة من خلال الأبواب الدوارة نتيجة للتسرب الماضي الأختام من الباب. التسربات شائعة في أي نوع من الانفتاح في مكان مغلق على خلاف ذلك، ولكن تم التحقيق في سياق الأبواب الدوارة من قبل زميوريانو وآخرون. وششوتروم وآخرون. قبل ذلك. وخلصت الدراسة الأولى إلى أنه لتجنب تسربات كبيرة، يجب الحفاظ على الأختام من الأبواب واستبدالها دوريا إذا لزم الأمر. وأنتجت الدراسة الثانية مخططات تصميم لتقدير معدل التسرب من خلال باب دوار. على عكس المنحنيات لتقدير معدل نقل نشرت أيضا في هذه الدراسة، منحنيات لتقدير معدل التسرب هي أكثر عمومية. على هذا النحو هذه المنحنيات تصميم لا تزال تشكل الأساس لمعدلات تسرب الهدف للأبواب الدوارة الموصى بها من قبل أشري القياسية 90.1 في الولايات المتحدة.
وفي حين يفضل أصحاب المباني الحفاظ على الطاقة، فإن بعض األشخاص قد يتجنبون الأبواب المتجددة بسبب الجهد المادي األكبر المتصور في استخدامها.